# Max Hofmeier
Max Friedrich Adolph Hofmeier (* 28. Januar 1854 in Zudar auf Rügen; † 3. April 1927 in Unter-Grainau) war ein deutscher Gynäkologe. Er war Professor für Gynäkologie und Geburtshilfe in Gießen und Würzburg.

## Leben
Max Hofmeier wurde als Sohn eines königlichen Superintendenten in Zudar auf Rügen geboren. Im väterlichen Hause erhielt er den ersten Unterricht, bis er in die Untertertia des Greifswalder Gymnasiums kam. Im Herbst 1872 erlangte er sein Reifezeugnis und begann daraufhin sein Medizinstudium an der dortigen Universität. Zu Beginn des zweiten Semesters wechselte er nach Würzburg, wo er bei Albert von Kölliker, Johannes Wislicenus, Fick, Sachs u. a. sein Studium fortsetzte. Im Jahre 1874 bestand Hofmeier sein Physikum und wechselt nach Freiburg im Breisgau, wo vor allem Alfred Hegar, Bäumler, Adolf Kußmaul und Vincenz Czerny – letzterer damals dort als Hochschullehrer – großen Einfluss auf ihn ausübten. Der Abschluss seiner Studienzeit erfolgte dann wieder in Greifswald, wo Carl Hueter, Mosler, Rudolf Schirmer und vor allem Hugo Pernice seine wichtigsten Lehrer waren.
Aufgrund einer bei Hueter gefertigten Dissertation: „Experimentelle Beiträge zur Lehre von Kreislaufstörungen bei Warmblütern“ wurde Hofmeier am 17. August 1876 zum Dr. med. promoviert und legte dann im darauffolgenden Wintersemester sein medizinisches Staatsexamen in Greifswald ab.

## Wirken
Am 1. April 1877 begann Hofmeier seine Arbeit in der geburtshilflichen Klinik in Greifswald. Kurz darauf – am 1. Oktober desselben Jahres – wechselte er als Assistent nach Berlin an die damals noch in der Dorotheenstraße gelegene geburtshilfliche Universitätsklinik, welche von Karl Schroeder geleitet wurde. In dieser Stellung machte Hofmeier auch den Umzug der Klinik in den Neubau der jetzigen Universitäts-Frauenklinik mit und wurde von Schroeder mit der vertrauensvollen Stellung eines Sekundärarztes und der Leitung der gynäkologischen Poliklinik betraut. Noch in dieser Stellung habilitierte sich Hofmeier im Wintersemester 1884 und wurde, als Schroeder 1887 erkrankte und starb, vom königlichen Ministerium provisorisch mit der Leitung der gesamten Klinik beauftragt.
Anfang Mai 1887 – so lange blieb Hofmeier in Berlin – trat er als Nachfolger Kaltenbachs dessen Lehrstelle als Ordinarius mit dem Lehrauftrag für Geburtshilfe und Gynäkologie in Gießen an. Bereits kurze Zeit später wechselte Hofmeier in gleicher Eigenschaft nach Würzburg, wo ihn die ehrenvolle Aufgabe erteilt wurde, Friedrich Wilhelm von Scanzoni, der in den Ruhestand getreten war, zu ersetzen. Er blieb von 1900 bis 1923 in Würzburg und wurde dort zweimal zum Dekan der Medizinischen Fakultät und 1900 zum Rektor der Julius-Maximilians-Universität Würzburg gewählt.
Max Hofmeiers Wirkung erstreckte sich nach zwei Seiten hin. Neben seiner Lehrtätigkeit (seit 1882 beginnend) sind es die zahlreichen wissenschaftlichen Arbeiten, die den Namen des Forschers bekannt machten. 1904 demonstrierte und publizierte Hofmeier als Direktor der Würzburger Universitäts-Frauenklinik die Zystoskopie mittels Indigokarmin und etablierte damit die von Fritz Voelcker (1872–1855) und Eugen Joseph 1903 bis 1906 entwickelte Chromozystoskopie im gynäkologisch-urologischen Bereich. Im Jahr 1888 wurde Hofmeier zum Mitglied der Leopoldina gewählt.
Hofmeier war Initiator der Gründung der Fränkischen Gesellschaft für Geburtshilfe und Frauenheilkunde im Jahr 1902. Er leitete die Gesellschaft als gewählter 1. Vorsitzender seit der ersten Sitzung am 25. Oktober 1902 in Nürnberg mit Wiederwahlen 1908 und 1911. Am 28. Januar 1912 stellte er in der Generalversammlung der Gesellschaft auch den Antrag zur Verschmelzung mit der Münchener Gynäkologischen Gesellschaft zur Bayerischen Gesellschaft für Geburtshilfe und Frauenheilkunde, deren erster Vorsitzender er wurde. Im gleichen Jahr wurde ihm das Ehrenkreuz des Verdienstordens vom Heiligen Michael verliehen.

## Sonstiges
- Der ab 1927 als Facharzt in Berlin tätige Karl Hofmeier ist Max Hofmeiers Sohn, wurde 1891 geboren, war 1916 Hilfsassistent am Würzburger Juliusspital und wurde 1917 promoviert.[4]
- Die "Hofmeierstraße" ist seit 1925 in den Würzburger Adressbüchern eingetragen (vorher "Roentgenstraße"). In einem Adressbuch von 1925 ist zu lesen: "Benannt nach dem um Würzburg verdienstvollen Gynäkologen, langjährigen Vorstand der Frauenklinik, Universitäts-Professor, Geheimen Rat Dr. Max Hofmeier. Hofmeier wirkte in Würzburg vom Jahre 1888 – 1923."
- Ehrenmitglied der Mittelrheinischen Gesellschaft für Geburtshilfe und Gynäkologie (MGGG) 1925.[5]

## Schriften (Auswahl)
- Die Verhütung des Kindbettfiebers in den geburtshilflichen Unterrichtsanstalten. Verlag von Breitkopf & Härtel, Leipzig 1897.
- Grundriss der gynäkologischen Operationen. Verlag Deuticke, Leipzig 1888.
- Die Myomotomie. Verlag Enke, 1884.
- Handbuch der Frauenkrankheiten. (Zugleich als 16. Auflage des Handbuches der Krankheiten der weiblichen Geschlechtsorgane von Karl Schroeder.) Verlag F.C.W. Vogel, Leipzig 1921.
- mit A. Benckiser: Beiträge zur Anatomie des schwangeren und kreisenden Uterus. Verlag Ferdinand Enke, Stuttgart 1887.